# Rhytidiella baranyayi
Rhytidiella baranyayi är en svampart som beskrevs av A. Funk & Zalasky 1975. Rhytidiella baranyayi ingår i släktet Rhytidiella och familjen Cucurbitariaceae.   Inga underarter finns listade i Catalogue of Life.